# 三輪定宣
三輪 定宣（みわ さだのぶ、1937年8月2日 - ）は、日本の教育学者、千葉大学名誉教授、帝京短期大学教授。

## 略歴
岐阜県出身。1969年東京大学大学院教育学研究科博士課程満期退学、相模女子大学講師、高知大学助教授、千葉大学教育学部助教授を経て、教授となる。2002年定年退官し、名誉教授となり、帝京平成大学教授も務めた。2013年千葉県知事選挙に日本共産党推薦で出馬、敗れた。

## 著書
- 『教育学概論』 (教師教育テキストシリーズ) 学文社 2012
- 『教育の明日を拓く いじめ克服、少人数学級、教育無償化、反動教育阻止のために』かもがわ出版 2013
- 『無償教育と国際人権規約 未来をひらく人類史の潮流』新日本出版社 2018

### 共編著
- 阿部重孝『教育改革論』 (世界教育学選集) 宗像誠也共編 明治図書出版 1971
- 『図表でたどる日本の教育』海老原治善,平原春好共編著 ほるぷ総連合ほるぷ教育開発研究所(ほるぷ叢書) 1975
- 『明日の教師たち 臨時教員の実践とたたかい』大槻健, 坂本清泉共編 民衆社 1977
- 『教育費と教育財政』 (教育を考えるシリーズ)伊ケ崎暁生共著 総合労働研究所 1980
- 『教員政策と青年教師 養成・免許・研修問題のすべて』編著 民衆社 1983
- 『資料集臨教審・教育改革の動向 ひとりひとりが議論に参加するために』永井憲一共編 エイデル研究所 1985
- 『小さな学校が消えた 地方文化に危機が来る』干溝小学校統廃合問題研究会共編著 エイデル研究所 1988
- 『初任者研修法と教免法 臨教審関連六法(案) 資料と論説』白井慎,浪本勝年, 全国教員養成問題連絡会共編集 あゆみ出版 1988
- 『人間性を育てる教育』福尾武彦共編著 啓文社 1990
- 『教育行政学』編著 八千代出版 1993
- 『先生、殴らないで! 学校・スポーツの体罰・暴力を考える』桑田真澄,坂上康博,平野和弘,土肥信雄, 山本由美執筆,川口智久共編著 かもがわ出版 2013

## 論文
- CiNii Articles 検索 - 三輪定宣